# Маркиз де Лафајет
Мари Жозеф Пол Ив Рош Жилбер ди Мотје, маркиз де Лафајет (фр. Marie-Joseph Paul Yves Roch Gilbert du Motier, marquis de La Fayette; Дворац Шаванијак, 6. септембар 1757 — Париз, 20. мај 1834), био је француски генерал и државник.

## Амерички рат за независност
Лафајет је у војску ступио 1771. године. Три године касније постао је капетан, а 1776. године напушта војну службу. Године 1777. одлази у Америку повучен борбом северноамеричких колонија за независност. Конгрес му је дао чин генерал-мајора. Истакао се у неколико операција и битака. Био је велики пријатељ генералу Вашингтону. Када се Француска укључила у рат, 1779. године, Лафајет се вратио у Француску како би се тамо залагао за помоћ америчким устаницима. Том приликом је купио један драгунски пук што му даје чин пуковника. Потом поново одлази у Америку и најављује долазак француског експедиционог корпуса на челу са генералом Рошанбоом и узима учешћа у операцији којом су Американци заузели Јорктаун. У Француској поново добија чин генерал-мајора (1783). Потом поново одлази у Америку, а 1785. године учествује у пруским маневрима у Шлеској. Губи положај због својих либералних ставова који су претходили револуцији.

## Француска револуција
Године 1789. Лафајет је изабран у Државне сталеже. Био је један од предлагача Декларације права човека и грађанина (11. јул). Два дана касније, након пада Бастиље, изабран је за команданта Националне гарде која је на његов предлог добила тробојку. Један је од твораца клуба фејанаца који је окупљао високу буржоазију и либерално племство. Био је присталица уставне монархије. Краљев покушај бекства (1791) довео га је у неповољан положај. Ипак, крајем јуна исте године именован је за генерал-лајтнанта. Популарност му нагло опада 17. јула када је наредио да се пуца на народне масе које су се окупиле на Марсовом пољу како би протестовале због тога што се краљ још увек налази на престолу. Након распуштања Уставотворне скупштине, Лафајет се повлачи на своја добра.
Уочи рата са Европом, краљ поставља Лафајета за команданта Централне армије. Лафајет је, уместо да предузме офанзиву и испуни наређење, интервенисао у Паризу у контрареволуционарном смислу. Када га је армија напустила, са својим штабом прелази непријатељу (19. август 1792). Затворен као револуционар, Лафајет је пуштен по потписивању Кампоформијског мира.

## Након револуције
Политички се активирао тек у време Наполеонових 100 дана, а након Ватерлоа је био за његову абдикацију. У време рестаурације је заступао либералне интересе, а током Јулске револуције је као командант Националне гарде допринео доласку на власт Луја-Филипа. Недуго потом се у Парламенту залагао против реакционарне политике Јулске монархије. Умро је 1834. године. Његови мемоари објављени су у Паризу 1837.1838 године.